# Тавернес-де-ла-Вальдігна
Тавернес-де-ла-Вальдігна, Табернес-де-Вальдігна (валенс. Tavernes de la Valldigna (офіційна назва), ісп. Tabernes de Valldigna) — муніципалітет в Іспанії, у складі автономної спільноти Валенсія, у провінції Валенсія. Населення — 18 130 осіб (2010).

## Географія
Муніципалітет розташований на відстані близько 330 км на південний схід від Мадрида, 45 км на південь від Валенсії.

## Демографія
Динаміка населення (INE ):

## Галерея зображень

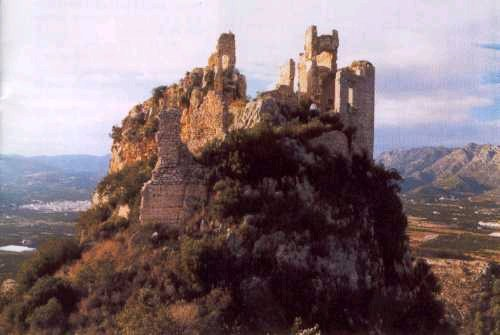
Замок Маріньєн
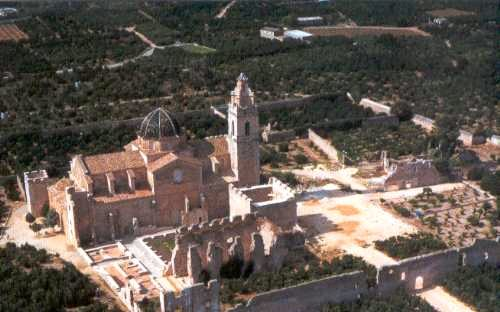
Монастир Санта-Марія